# 細尾脂鯉
細尾脂鯉為輻鰭魚綱脂鯉目琴脂鯉亞目複齒脂鯉科的其中一種，為熱帶淡水魚，分布於非洲尼日河、十字河、Ouémé、Bénoué、Wouri、Ogun河流域，體長可達16.5公分，棲息在底中層水域，以昆蟲及魚類為食，生活習性不明，可作為觀賞魚。

## 扩展阅读
維基物種上的相關：細尾脂鯉